# Elecciones generales de Japón de 1912
Las undécimas elecciones generales de Japón tuvieron lugar el 15 de mayo de 1912 para escoger a los 381 miembros de la Cámara de Representantes, cámara baja de la Dieta Imperial. Se incrementó el número de escaños de 379 a 381 con respecto a las anteriores elecciones. El sufragio era masculino y sumamente restringido a menos de un 3% de la población total del país. Con una participación del 89.58% del electorado registrado, el partido gobernante Amigos del Gobierno Constitucional (Rikken Seiyūkai) obtuvo una aplastante victoria con el 51.63% de los sufragios y una mayoría absoluta de 209 de los 381 escaños parlamentarios.

## Sistema electoral
En virtud de la constitución japonesa de 1889, los 381 miembros de la Cámara de Representantes de la Dieta Imperial eran elegidos en 51 circunscripciones con varios diputados cada una mediante escrutinio mayoritario plurinominal con listas cerradas. La votación se limitó a los varones mayores de 25 años que pagaban al menos 10 yenes por año en impuestos directos, por lo que el electorado era sumamente restringido y no alcanzaba al 3% de la población total. En estas elecciones, por primera vez hubo más de un millón de votantes mientras que la población superaba por entonces los cincuenta y cinco millones.

## Resultados
| Partido                            | Votos     | %    | Escaños | +/–   |
| ---------------------------------- | --------- | ---- | ------- | ----- |
| Rikken Seiyūkai                    | 689.613   | 51.6 | 209     | +22   |
| Rikken Kokumintō                   | 381.465   | 28.6 | 95      | +25   |
| Club Chūō                          | 113.834   | 8.5  | 31      | Nuevo |
| Independientes                     | 153.593   | 11.5 | 46      | –18   |
| Votos en blanco/anulados           | 10.672    | –    | –       | –     |
| Total                              | 1.349.177 | 100  | 381     | +2    |
| Votantes registrados/participación | 1.506.143 | 89.6 | –       | –     |
| Fuente: Mackie & Rose, Voice Japan |           |      |         |       |